# Keith Gillespie
Keith Gillespie (ur. 18 lutego 1975) – północnoirlandzki piłkarz występujący na pozycji pomocnika.

## Reprezentacja
Gillespie zaliczył 86 występów w reprezentacji swojego kraju oraz strzelił dwie bramki. Zadebiutował w niej w roku 1994. Ostatnie spotkanie w reprezentacji rozegrał 19 listopada 2008 – przeciwko Węgrom (porażka 0:2). Keith zajmuje czwartą pozycję pod względem ilości występów w kadrze; wyprzedzają go: Pat Jennings (119), Mal Donaghy (91) oraz Sammy McIlroy (88).